# Než přijde pan Bojangles
Než přijde pan Bojangles (v originále En attendant Bojangles) je francouzsko-belgický hraný film z roku 2021, který režíroval Régis Roinsard jako adaptaci stejnojmenného románu Oliviera Bourdeauta. Snímek měl světovou premiéru na mezinárodním filmovém festivalu v La Roche-sur-Yon dne 13. října 2021.

## Děj
Georges a Camille se spolu seznámí na společenské akci. Zamilují se do sebe, vezmou se a mají syna Garyho. V jejich domově je prostor jen pro potěšení, fantazii a přátele. Rodina žije poněkud bláznivým životním stylem, kdy rodiče rádi tančí na  píseň Mr. Bojangles od Niny Simone. Postupem času se ale začnou vynořovat psychické problémy, které Camille skrývala.

## Obsazení
| Romain Duris         | Georges         |
| Virginie Efira       | Camille         |
| Grégory Gadebois     | Charles         |
| Solàn Machado-Graner | Gary            |
| Fabienne Chaudat     | Marie-Françoise |
| Éliza Maillot        | Francine        |
| François Raffenaud   | manžel          |
| Aurélia Petit        | učitelka        |
| Christian Ameri      | květinář        |
| Jean-Pierre Durand   | velitel hasičů  |
| Johann Dionnet       | soudní zřízenec |

## Ocenění
- Filmový festival v Croisic: cena publika, cena mládežnické poroty
- Festival du film de société de Royan: Cena za nejlepší režii, Cena středoškolských studentů
- Filmový festival v Cosne-sur-Loire: Cena diváků, Cena za nejlepší ženský herecký výkon (Virginie Efira)
- César: nominace v kategorii nejlepší kostýmy (Emmanuelle Youchnovsk)